# UCI-Kunstrad-Weltcup 2022
Beim UCI-Kunstrad-Weltcup 2022 wurden durch die Union Cycliste Internationale und die Initiative Indoor Cycling Worldwide die Weltcupsieger im Kunstradfahren ermittelt.

## Termine
Zwei Jahre nach Ausbruch der Corona-Pandemie gab es erstmals wieder einen Weltcup unter weitgehend normalen Bedingungen. Eine ursprünglich am 13. August vorgesehene Runde in Hongkong musste jedoch abgesagt werden, dafür sprang Ebermannstadt ein. Der letztendliche Kalender war damit wie folgt:
- Komárno: 2. April
- Schiltigheim: 9. Juli
- Ebermannstadt: 6. August
- Erlenbach: 29. Oktober

Die letzte der vier Runden wurde „Finale“ genannt, in ihr zählten die Punkte doppelt.

## Einer Frauen
| # | Datum       | Ort           | Erste        | Zweite       | Dritte       |
| - | ----------- | ------------- | ------------ | ------------ | ------------ |
| 1 | 2. April    | Komárno       | Ramona Dandl | Lena Günther | Lara Füller  |
| 2 | 9. Juli     | Schiltigheim  | Ramona Dandl | Lara Füller  | Lena Günther |
| 3 | 6. August   | Ebermannstadt | Ramona Dandl | Lara Füller  | Lena Günther |
| F | 29. Oktober | Erlenbach     | Ramona Dandl | Lara Füller  | Lena Günther |

Gesamtwertung
| Platz | Name             | Punkte |
| ----- | ---------------- | ------ |
| 1     | Ramona Dandl     | 500    |
| 2     | Lara Füller      | 390    |
| 3     | Lena Günther     | 360    |
| 4     | Magdalena Müller | 305    |
| 5     | Alice Rieb       | 275    |
| 6     | Tanisha Tanner   | 260    |

## Einer Männer
| # | Datum       | Ort           | Erster     | Zweiter         | Dritter         |
| - | ----------- | ------------- | ---------- | --------------- | --------------- |
| 1 | 2. April    | Komárno       | Lukas Kohl | Max Maute       | Marcel Jüngling |
| 2 | 9. Juli     | Schiltigheim  | Lukas Kohl | Marcel Jüngling | Max Maute       |
| 3 | 6. August   | Ebermannstadt | Lukas Kohl | Marcel Jüngling | Max Maute       |
| F | 29. Oktober | Erlenbach     | Lukas Kohl | Marcel Jüngling | Emilio Arellano |

Gesamtwertung
| Platz | Name                  | Punkte |
| ----- | --------------------- | ------ |
| 1     | Lukas Kohl            | 500    |
| 2     | Marcel Jüngling       | 390    |
| 3     | Max Maute             | 350    |
| 4     | Csaba Varga           | 305    |
| 5     | Emilio Arellano       | 270    |
| 6     | Daniel Andrés Hecktor | 260    |

## Zweier Frauen
| # | Datum       | Ort           | Erste                              | Zweite                             | Dritte                                |
| - | ----------- | ------------- | ---------------------------------- | ---------------------------------- | ------------------------------------- |
| 1 | 2. April    | Komárno       | Henny Kirst Antonia Bärk           | Sophie-Marie Wöhrle Caroline Wurth | Helen Vordermeier Selina Marquardt    |
| 2 | 9. Juli     | Schiltigheim  | Helen Vordermeier Selina Marquardt | Sina Bäggli Julia Hämmerli         | Larissa Tanner Simona Lucca           |
| 3 | 6. August   | Ebermannstadt | Helen Vordermeier Selina Marquardt | Sophie-Marie Wöhrle Caroline Wurth | Anika Papok Anna-Sophia von Schneyder |
| F | 29. Oktober | Erlenbach     | Sophie-Marie Wöhrle Caroline Wurth | Helen Vordermeier Selina Marquardt | Nadine Zuberbühler Jeannine Graf      |

Gesamtwertung
| Platz | Namen                                | Punkte |
| ----- | ------------------------------------ | ------ |
| 1     | Helen Vordermeier / Selina Marquardt | 430    |
| 2     | Sophie-Marie Wöhrle / Caroline Wurth | 360    |
| 3     | Sina Bäggli / Julia Hämmerli         | 335    |
| 4     | Nadine Zuberbühler / Jeannine Graf   | 205    |
| 5     | Larissa Tanner / Simona Lucca        | 120    |
| 6     | Vivien Balogh / Julianna Sugta       | 115    |

## Zweier offen
| # | Datum       | Ort           | Erste                            | Zweite                           | Dritte                   |
| - | ----------- | ------------- | -------------------------------- | -------------------------------- | ------------------------ |
| 1 | 2. April    | Komárno       | Lea-Victoria Styber Nico Rödiger | Nina Stapf Patrick Tisch         | [ 2 ]                    |
| 2 | 9. Juli     | Schiltigheim  | Nina Stapf Patrick Tisch         | Lea-Victoria Styber Nico Rödiger | [ 2 ]                    |
| 3 | 6. August   | Ebermannstadt | Serafin Schefold Max Hanselmann  | Lea-Victoria Styber Nico Rödiger | Nina Stapf Patrick Tisch |
| F | 29. Oktober | Erlenbach     | Serafin Schefold Max Hanselmann  | Lea-Victoria Styber Nico Rödiger | Nina Stapf Patrick Tisch |

Gesamtwertung
| Platz | Namen                              | Punkte |
| ----- | ---------------------------------- | ------ |
| 1     | Lea-Victoria Styber / Nico Rödiger | 420    |
| 2     | Nina Stapf / Patrick Tisch         | 390    |
| 3     | Serafin Schefold / Max Hanselmann  | 300    |

## Vierer
| # | Datum       | Ort           | Erste                                                                             | Zweite                                                                             | Dritte                                                                       |
| - | ----------- | ------------- | --------------------------------------------------------------------------------- | ---------------------------------------------------------------------------------- | ---------------------------------------------------------------------------- |
| 1 | 2. April    | Komárno       | Kunstrad Baar Vanessa Hotz Stefanie Moos Flavia Schürmann Carole Ledergerber      | RSV Steinhöring Judith Kania Jasmin Hauke Hanna Kasper Nicole Weichenhain          | KRF Uzwil Stefanie Haas Valerie Unternährer Selina Niedermann Sarah Manser   |
| 2 | 9. Juli     | Schiltigheim  | RSV Steinhöring Judith Kania Jasmin Hauke Hanna Kasper Nicole Weichenhain         | RMSV Edelweiss Aach Sabrina Bürßner Carina Paukstadt Alina Bötzer Franziska Bötzer | Kunstrad Baar Vanessa Hotz Stefanie Moos Flavia Schürmann Carole Ledergerber |
| 3 | 6. August   | Ebermannstadt | RV Mainz-Ebersheim Tijem Karatas Annika Rosenbach Stella Rosenbach Milena Schwarz | RSV Steinhöring Judith Kania Jasmin Hauke Hanna Kasper Nicole Weichenhain          | KRF Luzern Isabel Jimenez Rosanna Schönborn Chiara Villiger Karina Keller    |
| F | 29. Oktober | Erlenbach     | RV Mainz-Ebersheim Tijem Karatas Annika Rosenbach Stella Rosenbach Milena Schwarz | KRF Uzwil Stefanie Haas Valerie Unternährer Selina Niedermann Sarah Manser         | Kunstrad Baar Vanessa Hotz Stefanie Moos Flavia Schürmann Carole Ledergerber |

Gesamtwertung
| Platz | Mannschaft          | Punkte |
| ----- | ------------------- | ------ |
| 1     | RSV Steinhöring     | 390    |
| 2     | Kunstrad Baar       | 310    |
| 3     | RV Mainz-Ebersheim  | 300    |
| 4     | KRF Uzwil           | 295    |
| 5     | RMSV Edelweiss Aach | 200    |
| 6     | KRF Luzern          | 180    |